# پی‌یرز شخم‌زن
پی‌یرز شخم‌زن (به انگلیسی: Piers Plowman) یا رؤیای ویلیام درباره‌ی پی‌یرز شخم‌زن، شعری روایی و تمثیلی است که احتمالاً بین سال‌های ۹۰-۱۳۷۰ میلادی توسط ویلیام لنگلند نوشته شده. این اثر به شکل شعری بی‌وزن با تکرار مصوت‌ها در آغاز ابیات سروده شده و هر بخش در قطعاتی به نام پاسوس (در لاتین به معنای «گام») قرار گرفته است. بسیاری از منتقدان بر این باورند که این شعر در کنار حکایت‌های کنتربری اثر چاسر و سِر گَوِین و شوالیه‌ی سبز، یکی از برجسته‌ترین آثار ادبیات انگلیسی در قرون وسطی است.

## نسخه‌های منتشرشده
- Economou, George (tr), William Langland's Piers Plowman: The C version (Philadelphia: University of Pennsylvania Press, 1996).
- Kane, George, gen. ed. Piers Plowman: The A Version (Kane, ed.; rev. ed. London: Athlone, 1988); Piers Plowman: The B Version (Kane and Donaldson, eds.; rev. ed. London: Athlone, 1988); Piers Plowman: The C Version (George Russell and Kane, eds.; London: Athlone, 1997).
- Pearsall, Derek, ed. William Langland. Piers Plowman: A New Annotated Edition of the C-Text (Exeter, UK: University of Exeter Press, 2008) (Exeter Medieval Texts and Studies).
- Schmidt, A. V. C., Piers Plowman: A Parallel-Text Edition of the A, B, C, and Z Versions (3 vols.; Kalamazoo: Medieval Institute, 2011).
- Vaughan, Míċeál F., Piers Plowman: The A Version (Baltimore: Johns Hopkins University Press, 2011).